# Fame (chanson d'Irene Cara)
Pour les articles homonymes, voir Fame.
Singles de Irene Cara
Makin' Love with Me
(1979) Out Here on My Own
(1980)
Pistes de Fame
Out Here on My Own
Fame est une chanson de la chanteuse américaine Irene Cara, sortie en 1980. C'est le premier single extrait de la bande originale du film Fame.
Les paroles été écrites par Michael Gore et Dean Pitchford, Michael Gore en a composé la musique. La chanson remporte l'Oscar de la meilleure chanson originale lors de la cérémonie des Academy of Motion Picture Arts and Sciences et un Golden Globe.
Elle a été reprise en 2002 par le trio féminin Models, qui est un succès, en s'érigeant à la 7eme meilleure vente des singles en France.

## Accueil
La chanson reçoit des critiques positives. Aux États-Unis, la chanson atteint la 4e place au Billboard Hot 100.

## Récompense
La chanson remporte l'Oscar de la meilleure chanson originale lors de la cérémonie des Academy of Motion Picture Arts and Sciences et un Golden Globe pour la meilleure chanson originale.

## Classement hebdomadaire
| Classement (1980-1982)                 | Meilleure position |
| -------------------------------------- | ------------------ |
| Belgique (Flandre Ultratop 50 Singles) | 1                  |
| Irlande (IRMA)                         | 1                  |
| Pays-Bas (Nederlandse Top 40)          | 1                  |
| Suède (Sverigetopplistan)              | 3                  |
| France (SNEP)                          | 2                  |
| US Billboard Hot 100                   | 4                  |
| Nouvelle-Zélande (RMNZ)                | 1                  |
| Royaume-Uni (UK Singles Chart)         | 1                  |

## Reprise par le groupeModels
En 2002, les Models, un trio de Françaises, reprend la chanson. Le single, sorti le 2 avril, est un succès : il reçoit un accueil positif du public et se classe à la 7e place des meilleures ventes de singles.
Ce titre est le premier extrait du premier opus The Album des Models.

### Développement
Les trois jeunes femmes se rencontrent lors de castings, puis deviennent très vite amies. Un jour[Quand ?], un producteur[Qui ?] les entend chanter et leur demande si elles aimeraient faire un disque. Elles le prennent au mot et commencent à enregistrer leur premier opus : The Album.

### Clip vidéo
Le vidéoclip montre les Models en train de chanter et danser dans un décor futuriste.
Cependant, il n’est toujours pas disponible sur une chaine Youtube officielle.

### Format et liste des pistes
Cd single
1. Fame – 3 :18
2. Inside of you – 4 :01

### Classement hebdomadaire
| Chart (2002) | Peak position |
| ------------ | ------------- |
| France       | 7             |